# كاترين ديفيس
كاترين ديفيس (بالإنجليزية: Catherine Davis)‏ هي كاتِبة وشاعرة أمريكية، ولدت في 1924 في منيابولس في الولايات المتحدة، وتوفيت في 2002.